# Ostřice šedavá
Ostřice šedavá (Carex canescens, syn.: Carex curta, Carex cinerea, Vignea cinerea) je druh jednoděložné rostliny z čeledi šáchorovité (Cyperaceae). Někdy je udávána také pod jménem tuřice šedavá.

## Popis
Jedná se o rostlinu dosahující výšky nejčastěji 20–50 cm. Je vytrvalá a trsnatá s krátkými oddenky, většinou trochu šedozelená. Listy jsou střídavé, přisedlé, s listovými pochvami. Pochvy dolních lodyžních listů jsou bledě nazelenale či narůžověle hnědé a nerozpadavé. Lodyha je ostře trojhranná, dosti tuhá, jen v horní části slabě drsná, stejně dlouhá či delší než listy. Čepele listů jsou asi 2–4 mm široké, ploché až žlábkovité. Ostřice šedavá patří mezi stejnoklasé ostřice, všechny klásky vypadají víceméně stejně a většinou obsahují samčí a samičí květy. V dolní části klásku jsou samčí květy, v horní samičí. Klásky jsou uspořádány, cca 2–15 cm dlouhého lichoklasu (klasu klásků), který obsahuje 4–8 klásků. Spodní klásky bývají o sebe více oddáleny než horní. Okvětí chybí. V samčích květech jsou zpravidla 3 tyčinky. Čnělky jsou většinou 2. Plodem je mošnička, která je vejčité až elipsoidní, cca 1,8–3 mm dlouhá, bledě zelená až nažloutlá, jemně žilkovaná, na vrcholu je nezřetelný drsný zobánek, který je však na hřbetní straně bez zřetelného zářezu. Každá mošnička je podepřená plevou, která je bělavá až žlutohnědá se zeleným kýlem. Kvete nejčastěji v květnu až v červenci. Počet chromozómů: 2n=54 nebo 56.

## Rozšíření
Ostřice šedavá je rozšířená ve velké části světa. Roste skoro v celé Evropě, v některých částech jižní Evropy však chybí. Dále je rozšířena na Kavkaze, na Sibiři a jinde v severnější Asii, na Aljašce, v Kanadě a na severu USA a v Grónsku. Její areál však zasahuje i do Jižní Ameriky, do Austrálie, na Tasmánii a na Novou Guineu.

## Rozšíření v Česku
V ČR se vyskytuje roztroušeně, místy hojně od pahorkatin po hory. Je to druh rašelinných luk až rašelinišť, ale může růst i na jiných vlhkých místech, většinou však na oligotrofním substrátu. V oblastech s absencí vhodných biotopů, třeba teplé a suché oblasti jižní Moravy, téměř až zcela chybí.

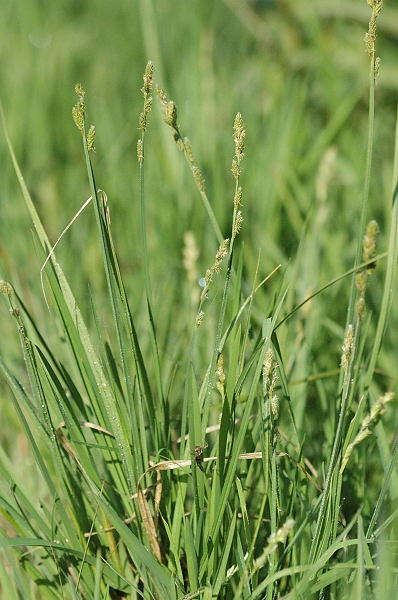
Trs ostřice šedavé